# 遠東酒店
遠東酒店實業有限公司（英語：Far East Hotels And Entertainment Limited），(港交所：037)，是一從事香港、北京酒店經營、證券買賣、香港房地產發展及投資控股公司，公司註冊地於香港。
創辨人邱德根於1979年成立，及後於香港聯交所上市。
董事總經理、行政總裁及執行董事為邱達偉。
2011年，該公司錄得約5.38百萬港元的盈利。

## 集團主要項目
- 香港
  - 長洲華威酒店
  - 坪洲永安街
  - 荔枝角農地
  - 元朗農地
- 北京
  - 華威公寓酒店

## 外部連結
- 遠東酒店實業 （页面存档备份，存于）